# Pritzwalk
Pritzwalk (alemany: [ˈpʁɪt͡sˌvalk] ( escolteu-ho)) és una ciutat del districte de Prignitz, a Brandenburg, Alemanya. Està situada a 20 km a l'oest de Wittstock, i 33 km al nord-est de Wittenberge. El riu Dömnitz passa per Pritzwalk.

## Història
Pritzwalk va obtenir l'estatus municipal el 1256. De 1815 a 1945, Pritzwalk va formar part de la província prussiana de Brandenburg. Gairebé tots els edificis del centre de la ciutat van ser destruïts per un incendi el 1821. L'Ajuntament va ser construït en estil classicista l'any 1829. El 15 de març de 1945 moltes cases al voltant de l'estació de ferrocarril van ser destruïdes per una forta explosió durant un atac aeri quan un tren de municions va explotar després d'haver estat colpejat per bombes. De 1952 a 1990, Pritzwalk va formar part del Bezirk Potsdam de l'Alemanya de l'Est. Als anys cinquanta s'hi van aixecar nombrosos edificis residencials nous.

## Llocs destacats
L'església de Sant Nikolai va ser fundada cap al 1250. L'any 1451 fou ampliada i transformada en una gran església sala gòtica. Durant l'incendi que va destruir la major part de la ciutat l'any 1821, l'església va quedar molt danyada. Va ser reconstruït en construïda en estil neogòtic a finals del segle XIX. La seva torre que data de 1882 té una alçada de 72 metres. L'Ajuntament va ser construït en estil classicista l'any 1829.
Després de l'incendi moltes cases van ser reconstruïdes d'estil tradicional. Val la pena visitar diversos carrers, com ara la Schützenstraße amb les seves cases amb entramat. Moltes cases construïdes en estil Art nouveau o Gründerzeit, així com edificis dels anys cinquanta van ser renovades després de la reunificació d'Alemanya, per exemple a Hagenstraße. L'estació de ferrocarril data de 1955. L'antiga estació de ferrocarril havia estat destruïda per una forta explosió després d'un atac aeri el 1945.
El nucli antic està envoltat de parcs i prats que són restes d'un sistema de defensa medieval de fossats i túmuls. Una part de la muralla medieval queda amb una torre de tir al nord-est del centre.
Molts pobles que es van incorporar a Pritzwalk tenen antigues esglésies de poble que val la pena visitar, com ara Sarnow.

## Persones il·lustres
- Heinrich Gätke (1814–1897), ornitòleg

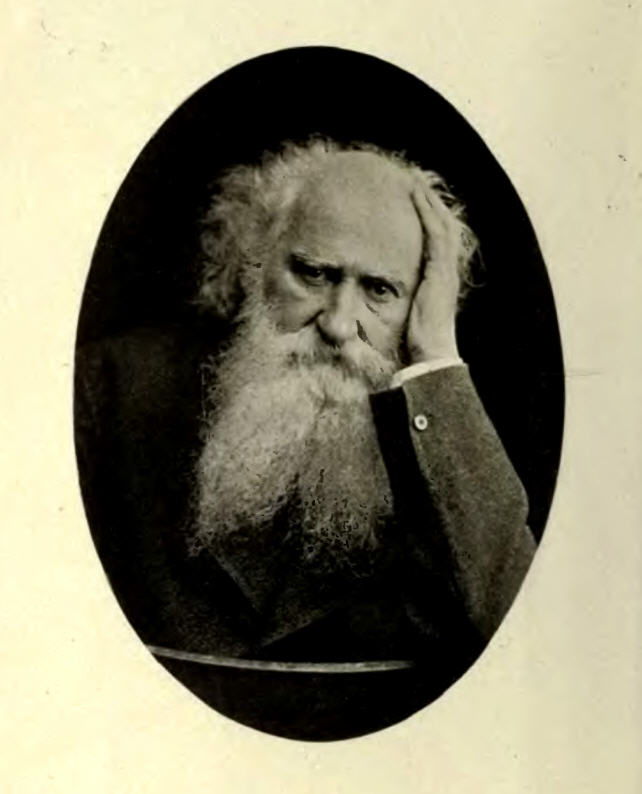
Heinrich Gaetke 1895

- Hermann von Grauert (1850–1924), historiador
- Franz John (1872–1952), primer president del FC Bayern München
- Günther Quandt (1881–1954), industrial i Wehrwirtschaftsführer

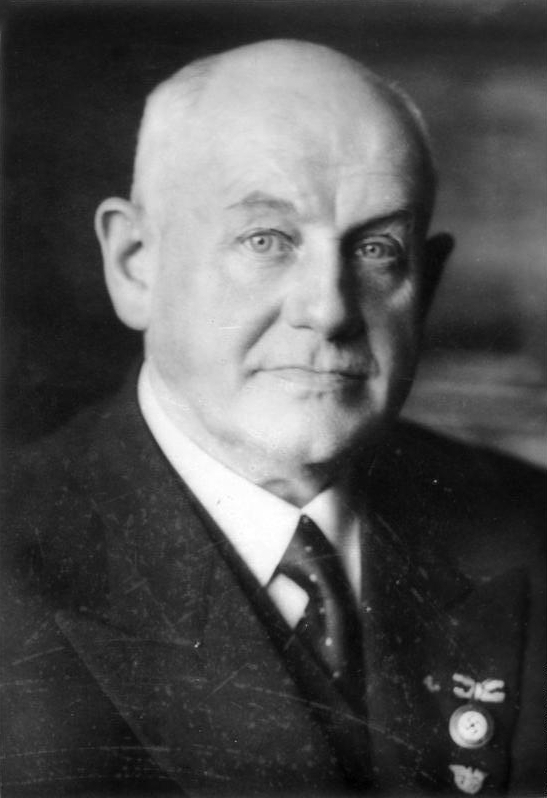
Günther Quandt, 1941 Wehrwirtschaftsführer

- Walter Granzow (1887–1952), ministre-president de Mecklenburg-Schwerin; president del Deutsche Rentenbank
- Ernst-Günther Baade (1897–1945), cap general de la Wehrmacht,
- Herbert Quandt (1910–1982), industrial
- Liane Buhr (nascuda el 1956), remadora

## Galeria d'imatges

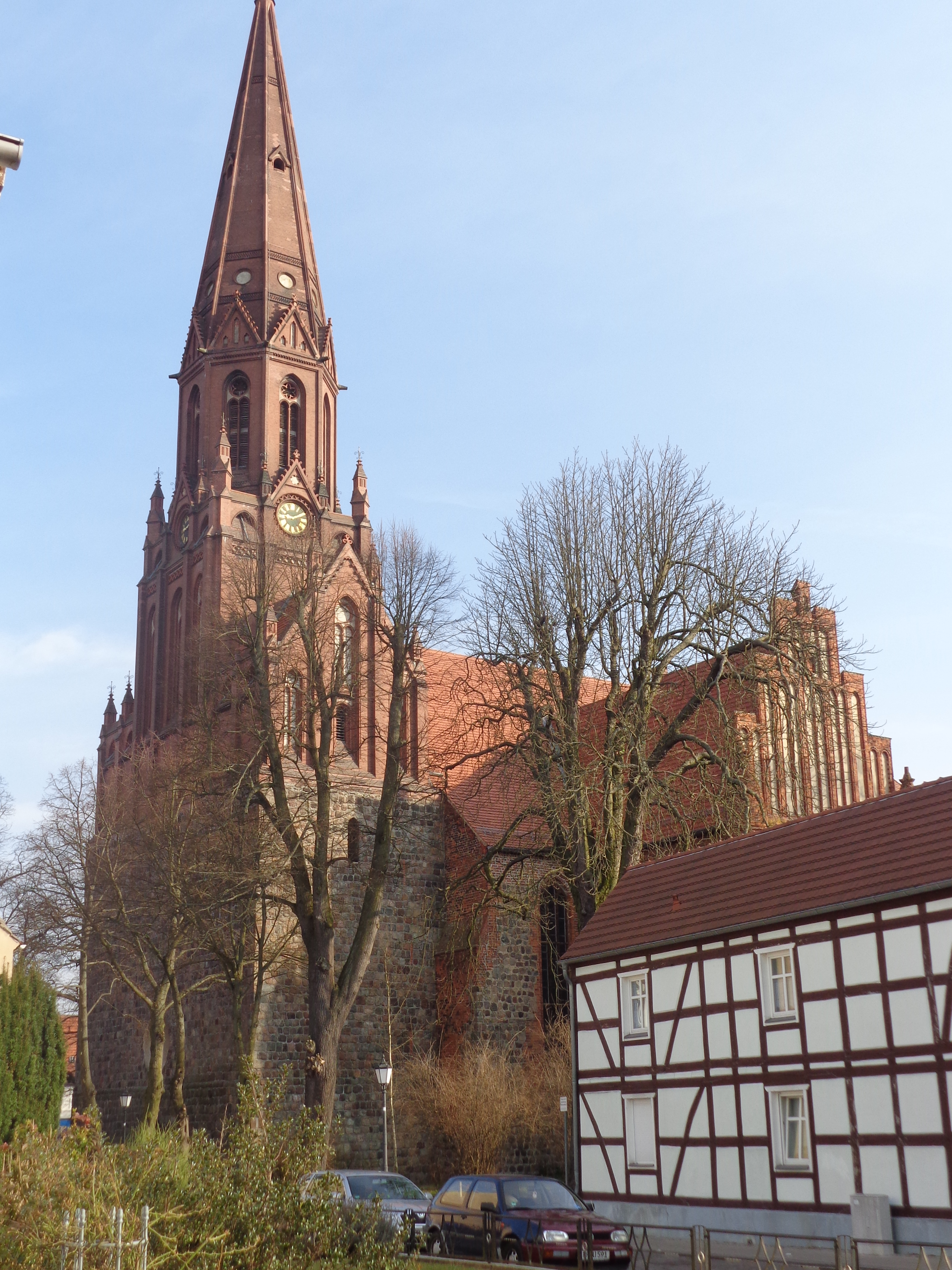
Església de Sant Nikolai
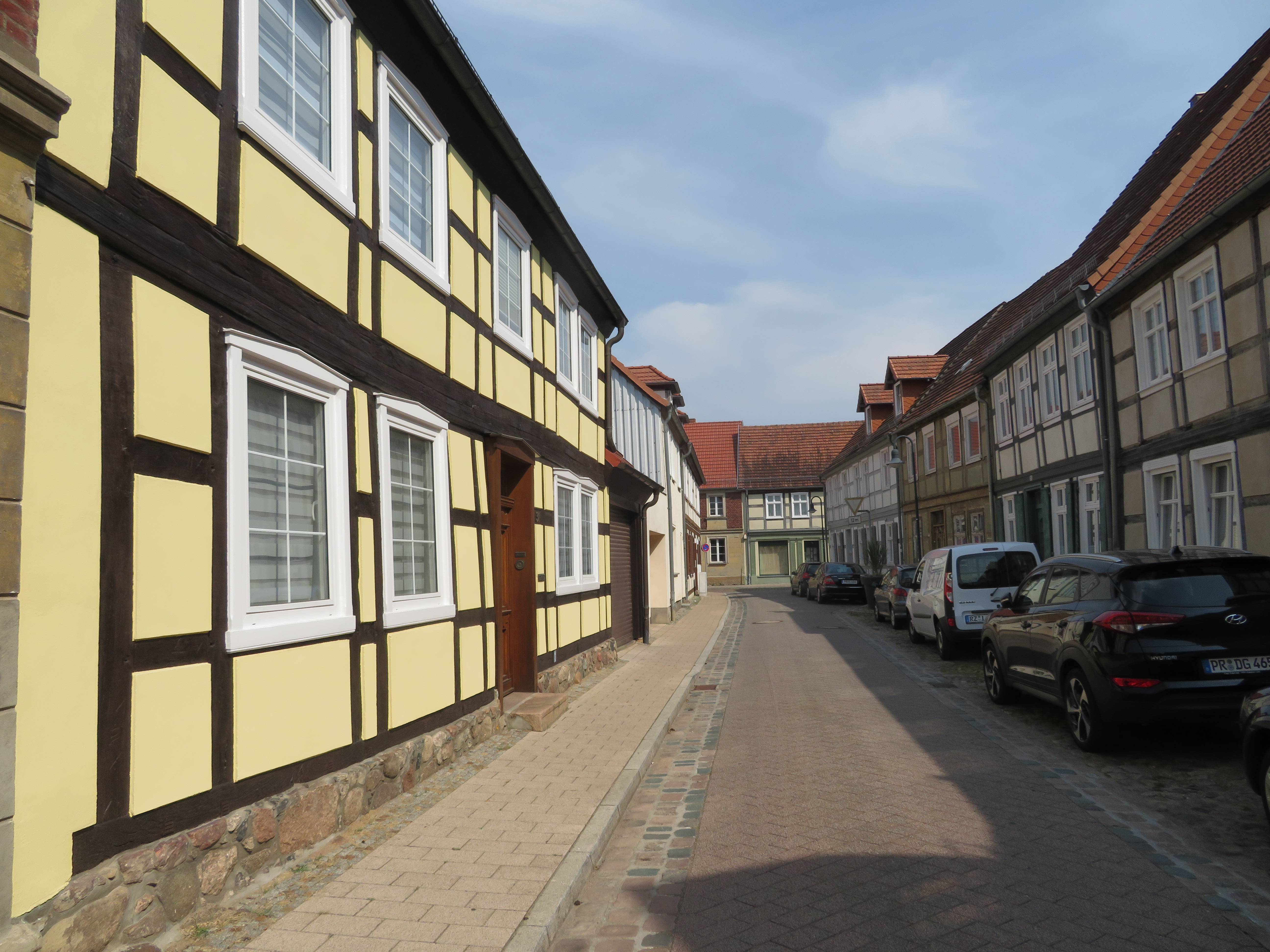
Cases amb entramat a Schützenstraße
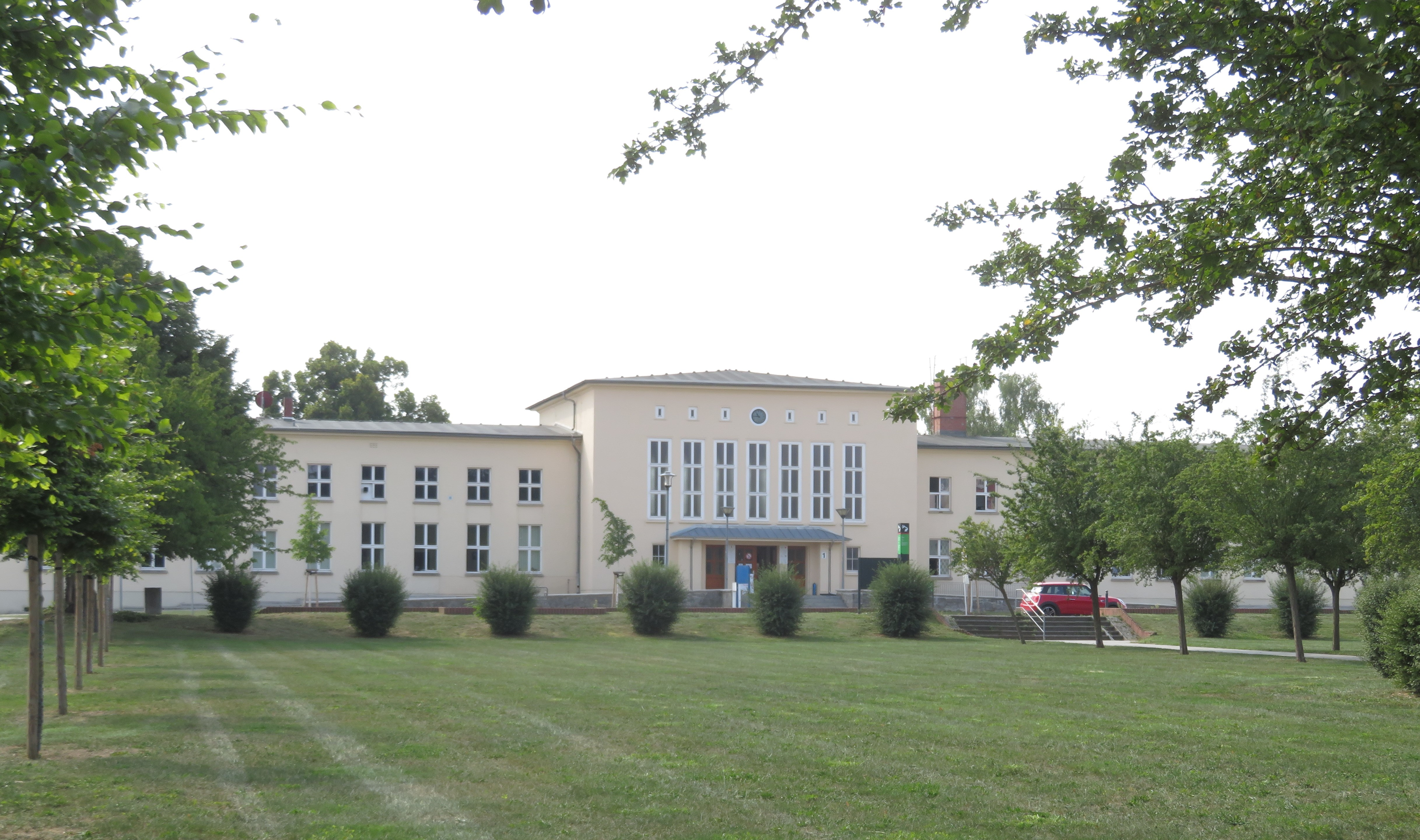
Estació de tren
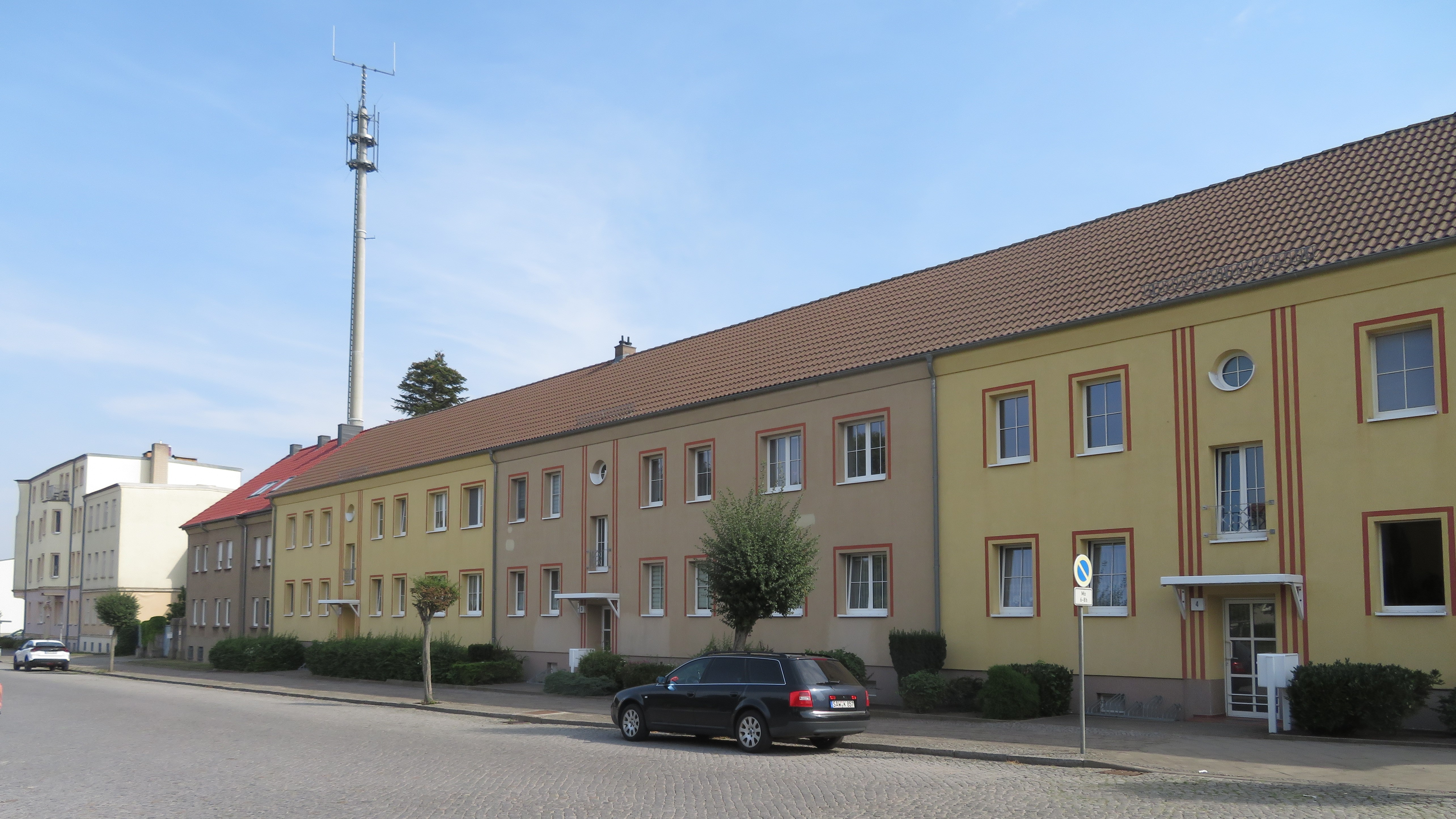
Arquitectura dels anys cinquanta al costat de l'estació de ferrocarril
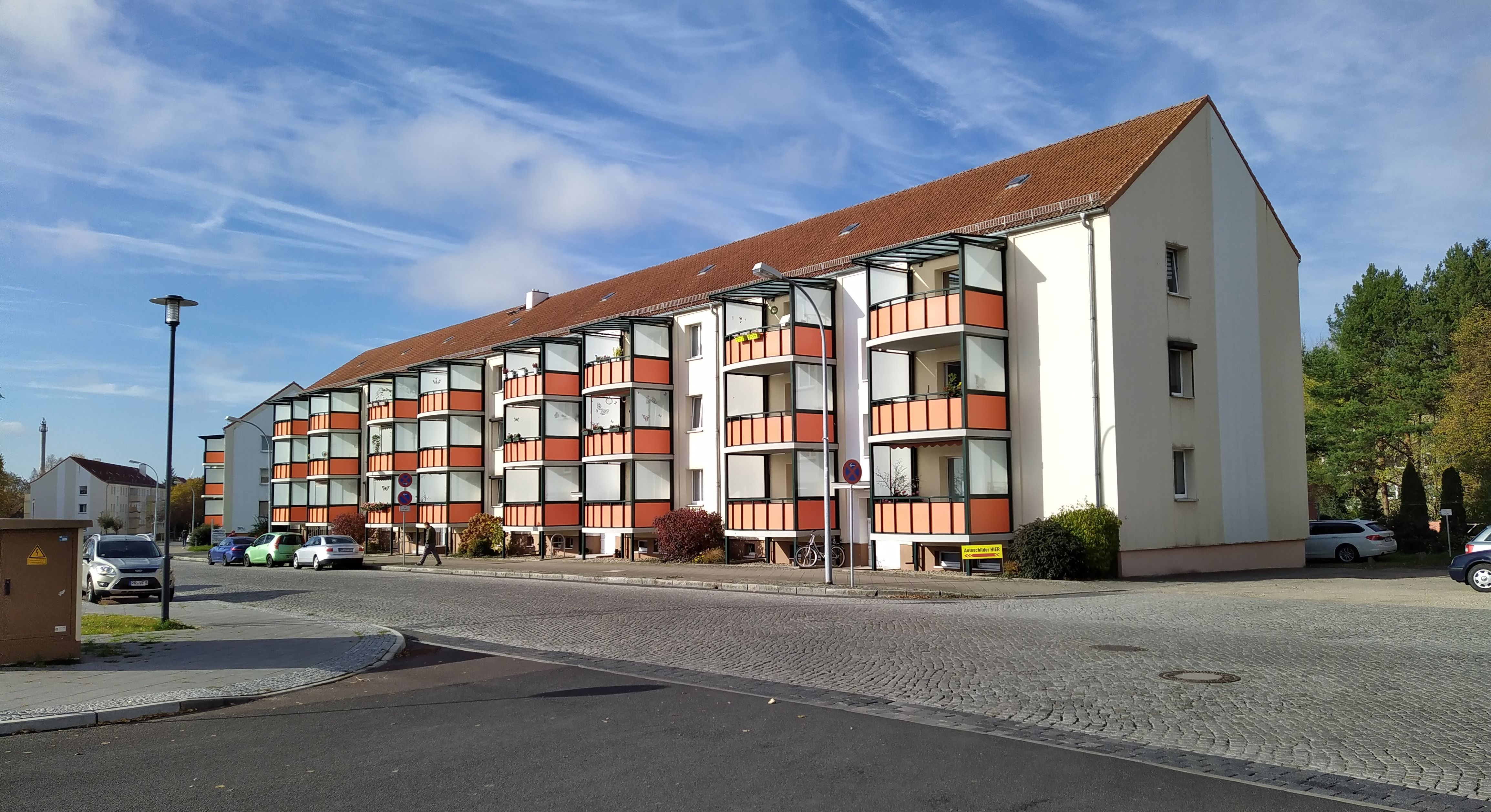
Arquitectura dels anys cinquanta davant de l'estació
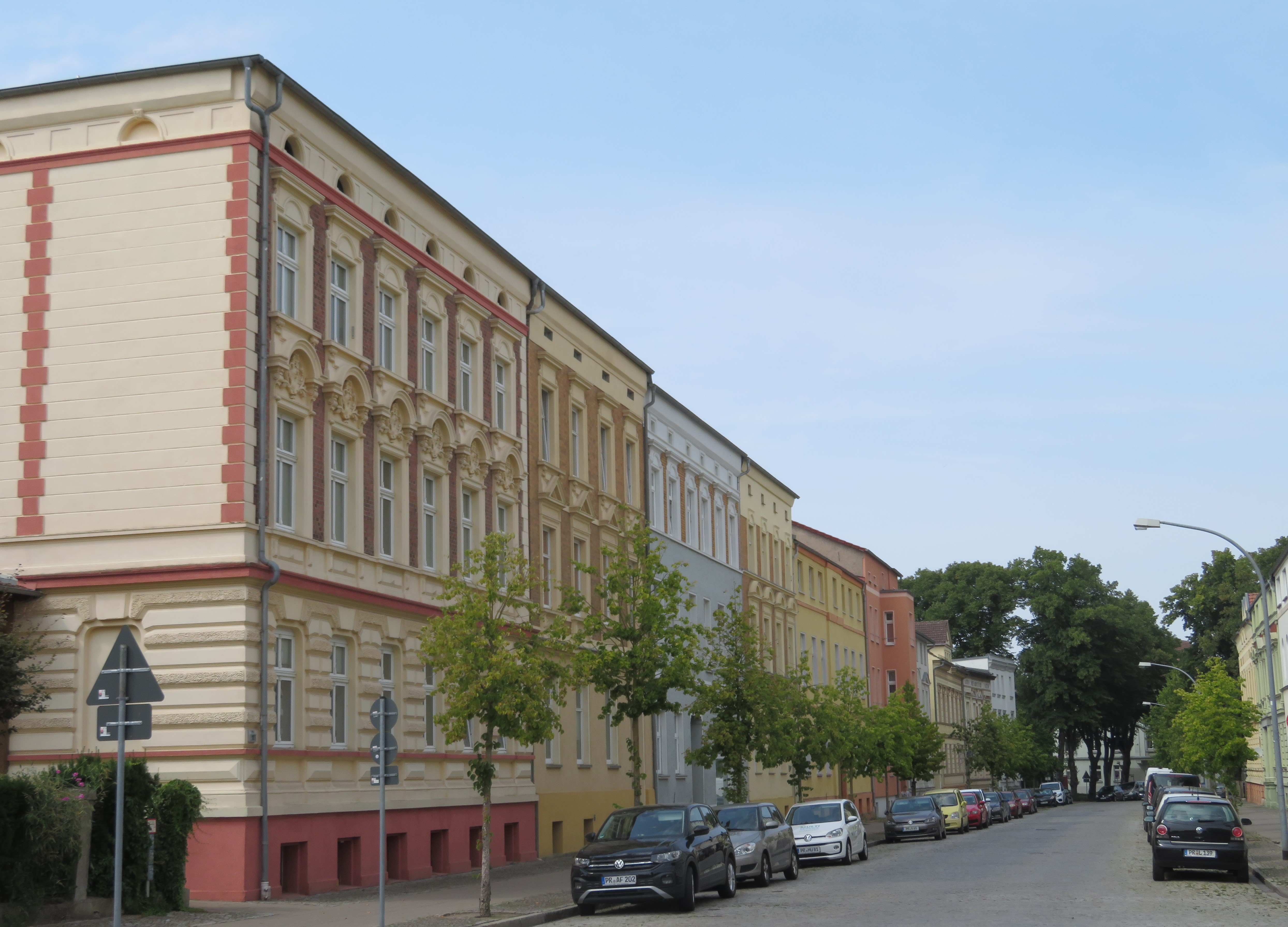
Art nouveau a Hagenstraße
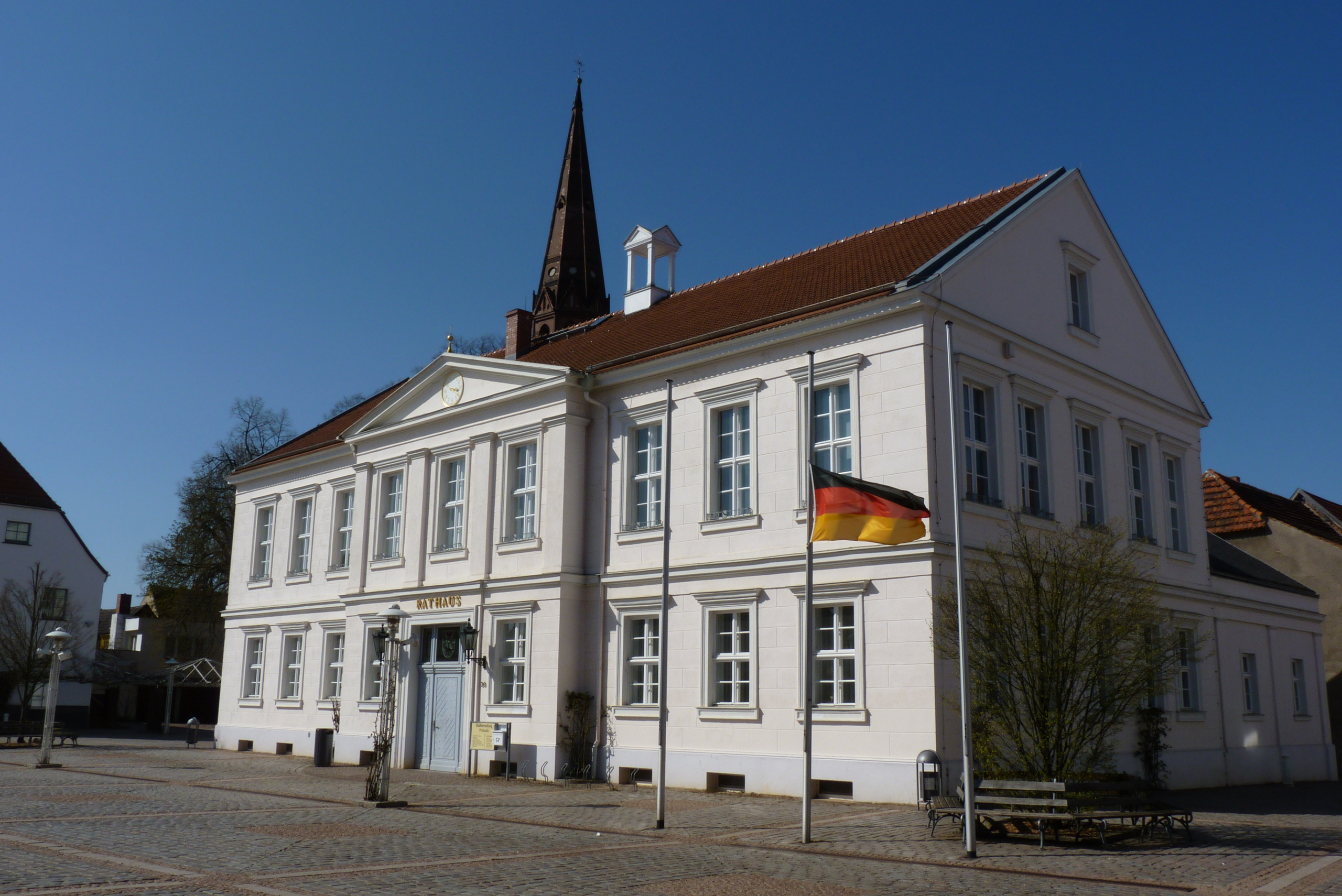
Ajuntament
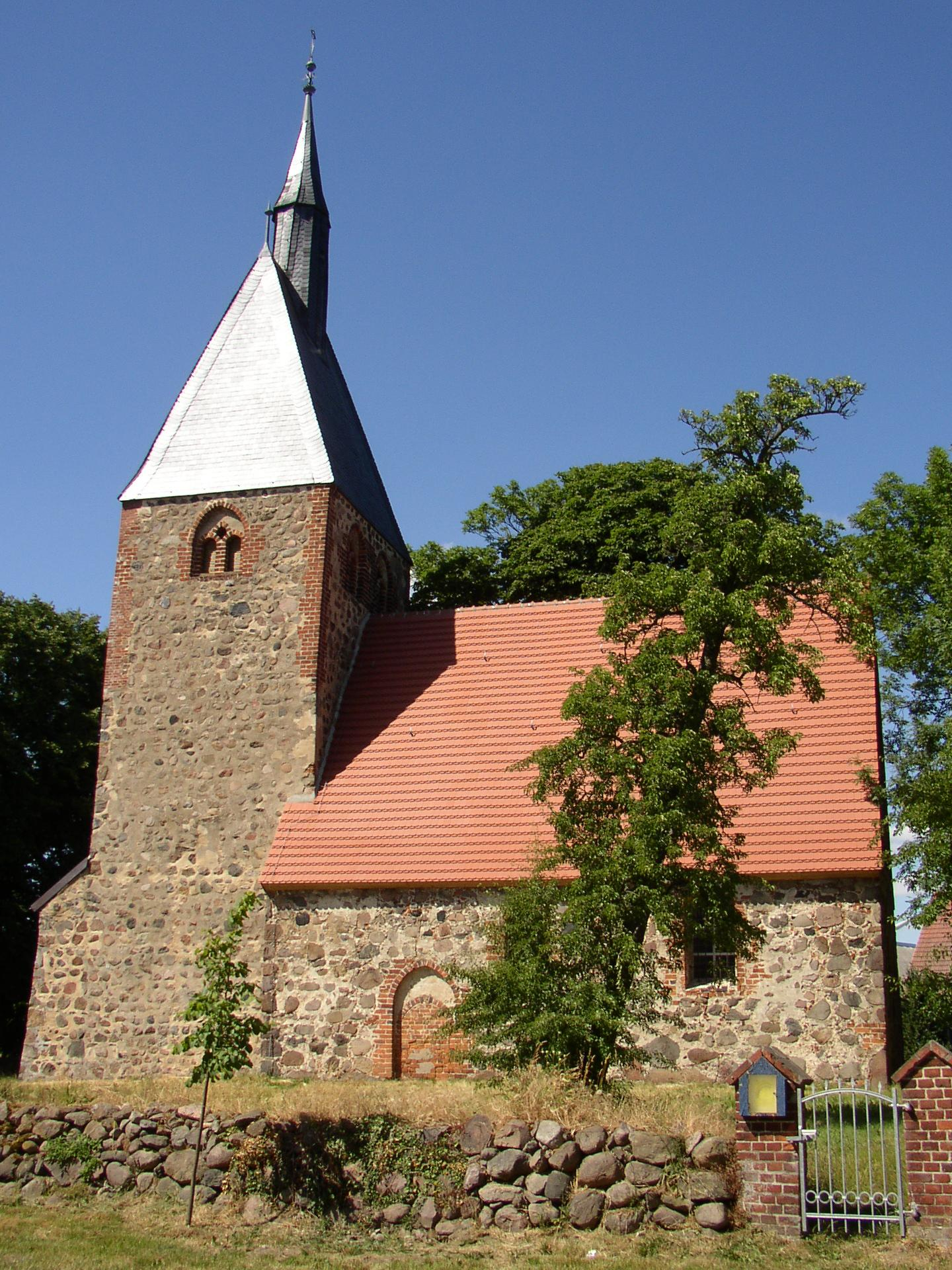
Església de Sarnow